# 佩爾索尼科
佩爾索尼科是瑞士的一个镇，位於該國南部，由提契諾州負責管轄，面積39.04平方公里，海拔高度325米，2011年人口349，八成半人口信奉羅馬天主教，人口密度每平方公里9人。